# Stenepteryx hirundinis
Stenepteryx
Genre
Espèce
Synonymes
- Crataerina hirundinis ((Linnaeus, 1758)
- Hippobosca hirundinis (Linnaeus, 1758)

Stenepteryx hirundinis est une espèce d'insectes de l'ordre des diptères, de la famille des hippoboscidés, c'est la seule espèce du genre Stenepteryx.

## Description
Stenepteryx hirundinis mesure en moyenne 7 mm, ailes comprises, et 4 mm sans, les femelles étant légèrement plus grandes. L'ensemble du corps est particulièrement aplati et velu. La tête est ronde et avec des yeux petits. Cette espèce se distingue du genre Crataerina par ses ailes sept fois plus longues que larges, au lieu de trois fois chez Crataerina. 

## Espèces hôtes
Ce parasite externe est un hématophage des hirondelles. Plus précisément, ses espèces hôtes sont : l'hirondelle de fenêtre, (Delichon urbicum), l'hirondelle de Bonaparte, (Delichon dasypus), l'hirondelle rustique (Hirundo rustica), l'hirondelle de rivage, (Riparia riparia) et l'hirondelle de rochers (Ptyonoprogne rupestris). 

## Reproduction
Cette espèce se déplace rapidement dans le plumage de ses hôtes. La reproduction a lieu dans le nid des oiseaux ; les femelles de ces mouches donnent naissance à des larves qui forment tout de suite une pupe qui va hiverner dans le nid (pupiparité), l'éclosion aura lieu au retour des oiseaux, au printemps.  

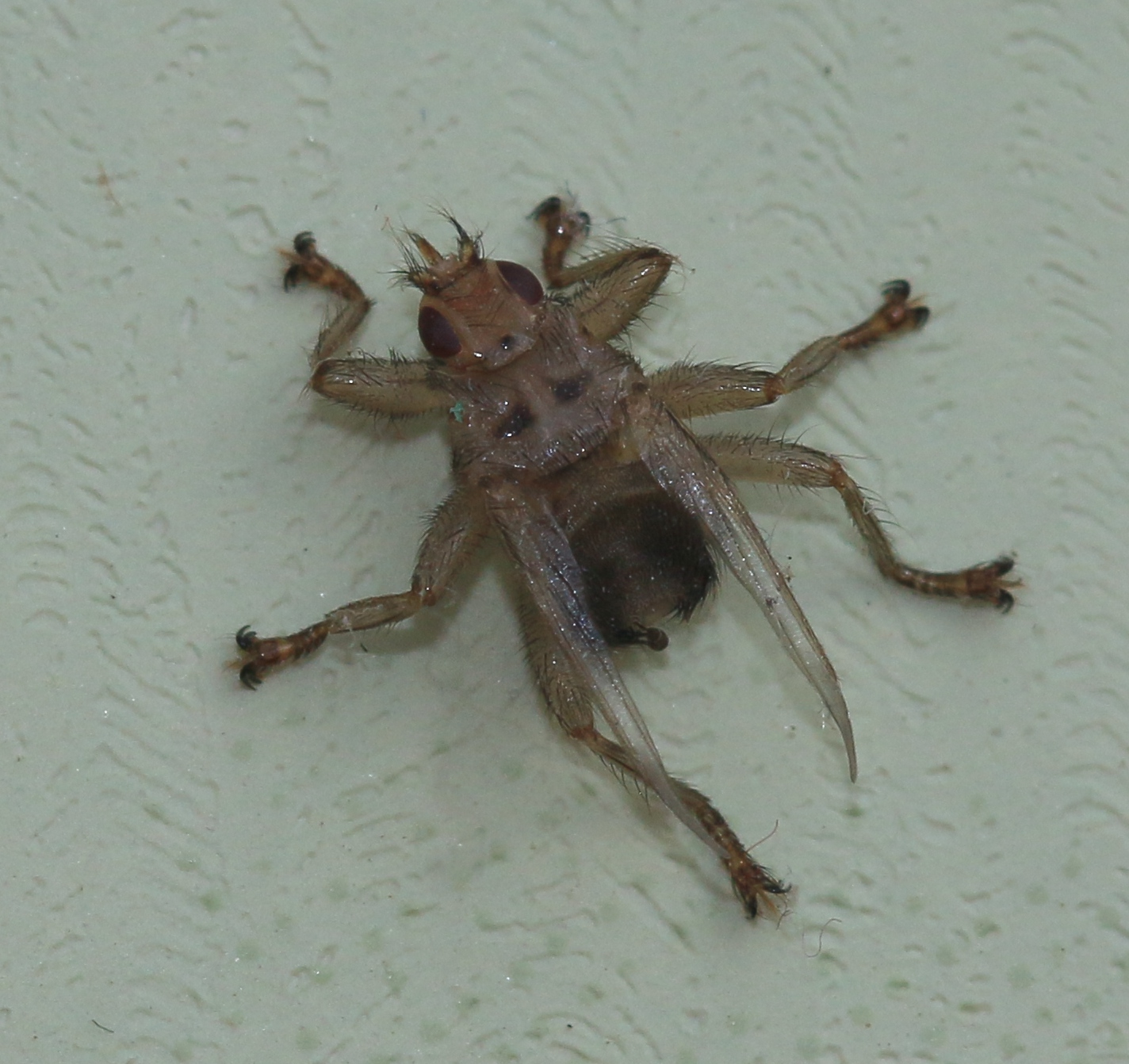
Stenepteryx hirundinis.